# Portinhola

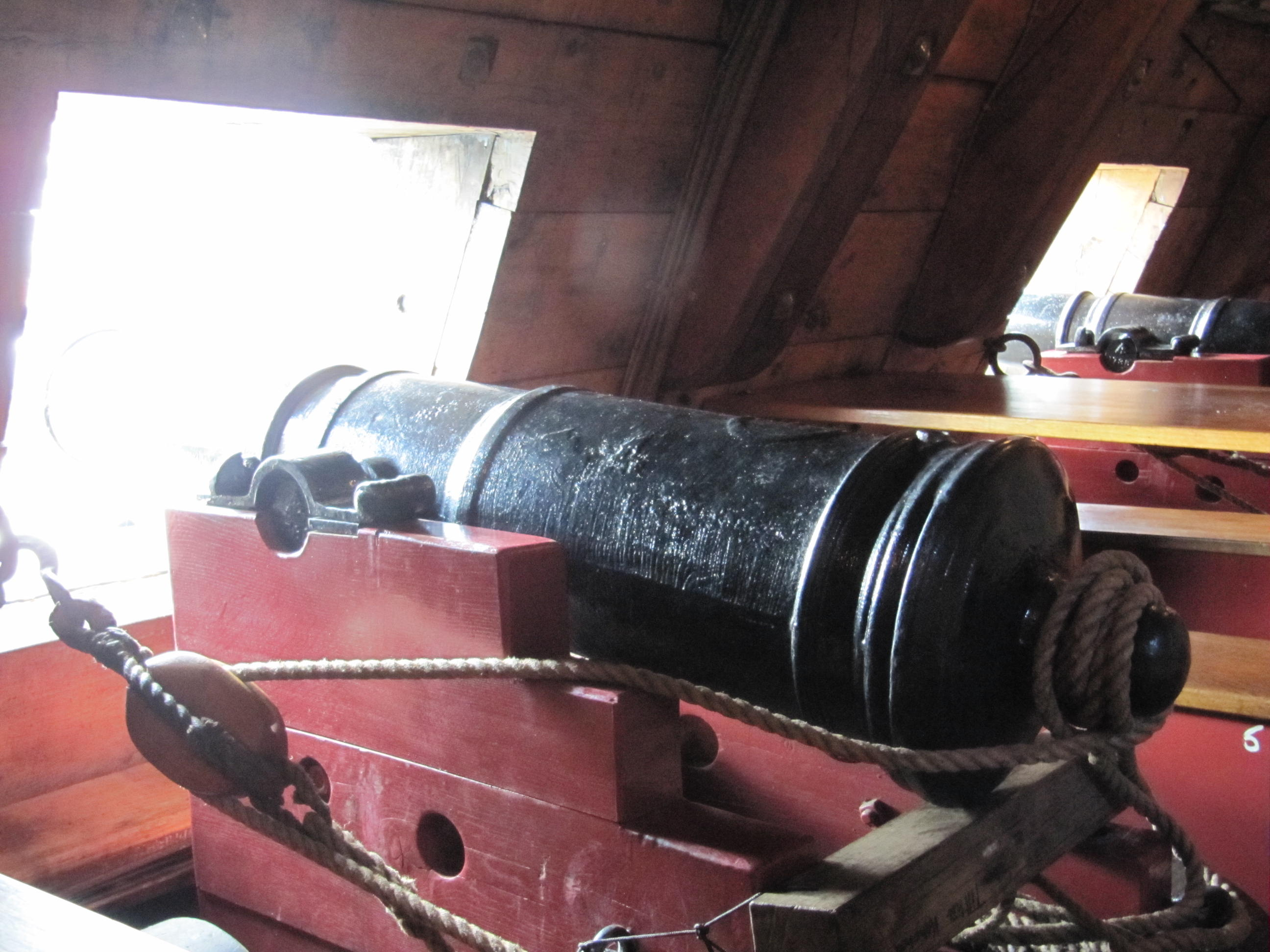
Canhões posicionados com portilholas abertas.

Portinhola é uma pequena porta, geralmente de forma quadrada, que fecha o orifício através do qual saem os canos das armas de fogo nos navios, para garantir a estanquicidade do casco.

## Origem
A portinhola surge com a introdução de peças de fogo nos conveses inferiores dos navios. Para serem eficazes nos seus disparos era necessário, não só ver o alvo como permitir o maior ângulo possível para o disparo, fazer avançar o cano da peça para fora do interior do navio. Contudo, quando em navegação, estes orifícios tinham de estar fechados para evitar a entrada de água a bordo.
Problemas com a estanquicidade das portinholas, ou portinholas abertas, estão na origem de vários naufrágios, dos quais o mais famoso é o do Mary Rose.